# Тодоренко, Регина Петровна
Реги́на Петро́вна Тодоре́нко (укр. Регіна Петрівна Тодоренко; род. 14 июня 1990, Одесса) — украинская телеведущая, актриса, певица и блогер. Наиболее известна как одна из ведущих телепередачи «Орёл и решка» на телеканалах «Интер» и «Пятница!»; также известна как член жюри шоу «Маска» на телеканале «НТВ».
В сентябре 2022 года попала под санкции Украины наряду с певицами Таисией Повалий, Ани Лорак и Анной Седоковой.

## Биография
Регина Тодоренко родилась 14 июня 1990 года в Одессе (Украинская ССР). Училась в школе № 22, выступала в школьном театре «Балаганчик» в ДМШ № 13 г. Одесса, занималась хореографией и вокалом. В 2007 году с отличием окончила школу и поступила на факультет транспортных технологий и систем Одесского национального морского университета. Не доучившись, ушла из морского университета и уехала в Киев поступать на факультет режиссуры и шоу-бизнеса Киевского национального университета культуры и искусств, который окончила в 2013 году, получив диплом магистра театрального искусства. В 2021 году Регина с мужем Владом Топаловым, после его выписки из больницы, решили в скором времени переехать в другую страну (Великобританию или США) для улучшения карьеры Влада.

## Карьера
В 2007 году стала ведущей телеконкурса «Золотая десятка», где её заметила продюсер Наталья Могилевская и пригласила в украинский проект «Фабрика звёзд-2». В 2008 году Тодоренко вошла в число финалистов этого проекта, после чего стала солисткой группы Real O. В 2010 году вышел их дебютный альбом. В 2014 году после окончания контракта покинула группу.
В 2009 году как автор песен начала сотрудничать с композитором Русланом Квинтой. В тандеме с ним были написаны гимн шоу «Минута славы» (8-й сезон), песни София Ротару «Прости», Виталий Козловский «Немає неба», Маша Собко «Всё равно», «Моя любовь», Наталья Могилевская «Спасибо мама», Татьяна Чубарова «Я подарю», Open Kids «Шоу-гёлз» («Show girl»), Маша Гойя «Пополам», Елена Лаптандер «У сердца твоего», «Просто обними», Наталья Бардо «Бардо», Real O «Снегом», «Уходи на фиг», «Ёлки», INDI «Кристаллы» и т. д.
В 2014 году стала ведущей телепередачи «Орёл и решка» (в паре с Колей Сергой), до 2017 года приняв участие во всех последующих сезонах (кроме «Перезагрузки»).
В 2015 году начала сольную карьеру и записала дебютную песню «Heart’s Beating». Принимала участие в 4-м сезоне российского шоу «Голос», где её наставницей была Полина Гагарина. В этом же году Регина Тодоренко вместе с Андреем Бедняковым, Лесей Никитюк и Жанной Бадоевой снялась в клипе Светланы Лободы «Пора домой».
В июне 2016 года, на момент съёмок программы «Орёл и решка. Кругосветка» выпустила клип «Liverpool», съёмки которого проходили в США в Каньоне Антилопы.
В ноябре 2015 года была выдвинута на музыкальную премию «M1 Music Awards» в номинации «Прорыв года». В январе 2016 года снялась для русской версии журнала «Maxim». В апреле того же года объявила, что будет выпускать одежду под собственным брендом Generation TR. В мае победила в номинации «Лучшая телеведущая» украинской премии «Cosmopolitan Awards 2016».
10 декабря 2015 года отправилась вместе с программой «Орёл и решка» в «кругосветное» путешествие, которое длилось 8 месяцев. Её соведущей была Леся Никитюк. Но после 24-го выпуска Леся покинула передачу, и партнёром Регины в «Орле и решке» стал актёр Пётр Романов.
25 ноября 2016 года в iTunes открылся предзаказ на дебютный альбом Регины «Fire», а 2 декабря альбом стал доступен для скачивания. В альбом вошли 14 песен.
В конце 2016 года Тодоренко отправилась вместе с Лесей Никитюк на съёмки 13-го сезона «Орёл и решка» «Рай и ад». Премьера сезона состоялась 13 февраля 2017 года. Летом 2017 года Тодоренко участвовала в съёмках второй части сезона, показ которого стартовал в конце августа на телеканале «Интер». На телеканале «Пятница!» показ стартовал в сентябре. Вместо Леси Никитюк соведущей Тодоренко стала телеведущая, диджей и телепродюсер Натали Неведрова.
В мае 2017 года Тодоренко участвовала в официальных мероприятиях 70-го Каннского международного кинофестиваля, в качестве представителя бренда L’Oreal Paris.
28 августа 2017 года состоялась премьера спектакля «Заложи жену в ломбард» (режиссёр Сергей Рост) в Театриуме на Серпуховке в Москве, где Регина Тодоренко играла одну из главных ролей. На репетициях спектакля Тодоренко познакомилась со своим будущим мужем Владом Топаловым, который также играл в нём главную роль.
13 ноября Тодоренко стала победительницей премии журнала Glamour «Женщина года 2017» в номинации «Телезвезда года». 30 ноября 2017 года Тодоренко объявила о том, что она уходит из шоу «Орёл и решка». Таким образом, она пробыла в роли ведущей этой программы почти 4 года, уступив по количеству отснятых с ней сезонов лишь Андрею Беднякову (на тот момент — 7 против 8).
С ноября 2017 года — ведущая бьюти-шоу «Мейкаперы» на телеканале «Пятница!» совместно со стилистом Владиславом Лисовцом.
С 2018 года — ведущая музыкального конкурса «Голос улиц» и собственного еженедельного развлекательного шоу «Пятница с Региной» на телеканале «Пятница!» (премьерный выпуск состоялся 29 июня 2018 года). После шести выпусков, с августа 2018 года программа перестала выходить на канале «Пятница!» и была перезапущена уже на собственном канале ведущей в YouTube. В том же 2018 году Тодоренко стала одной из соведущих программы «Орёл и решка. Россия».
С 2019 года стала ведущей авторского шоу «Регина+1». 2 октября 2019 года Тодоренко стала обладателем премии «ТЭФИ» в номинации «Лучшая ведущая утренней программы».
С 2020 года член жюри музыкального шоу «Маска» на канале НТВ.
В мае 2020 года Регина Тодоренко получила Золотую кнопку YouTube, как видеоблогер, чей канал достиг миллиона подписчиков.
С 27 июля 2020 года совместно с Василисой Рядных — ведущая программы на украинском языке «Красотки в терминале» (укр. «Кралі в терміналі») на радиостанции «Люкс ФМ».
В 2020 году вернулась в программу «Орёл и решка. Россия». Её соведущим стал Тимур Родригез. Премьера сезона состоялась на телеканале «Пятница!» 29 сентября 2020 года.
С осени до конца 2020 года Регина Тодоренко участвовала в седьмом сезоне шоу «Ледниковый период» Первого канала России. Её партнёром был олимпийский чемпион в танцах на льду Роман Костомаров, вместе с которым она заняла третье место по итогам проекта.
В 2020 году вернулась к музыкальной карьере, представив 9 октября на странице в своём Instagram совместную с мужем Владом Топаловым песню «Часовые пояса».
С 25 марта по 23 апреля 2021 года — ведущая шоу «ТикТок Талант» (вместе с Романом Каграмановым) на телеканале «Пятница!».
Осенью 2022 года стартовала в новом сезоне «Ледникового периода» в дуэте с Александром Энбертом.
В феврале 2023 года приняла участие в шоу «Конфетка» на телеканале «ТНТ» вместе с Владом Топаловым, в результате их кавер победил.
1 января 2024 года стала одним из победителей второго сезона шоу «Аватар» на НТВ, где управляла аватаром Лисы.
3 февраля 2024 года стала ведущей кулинарного шоу «Дети рулят» на канале «Суббота!».
14 февраля 2024 года в месте с Тимуром Родригезом стала ведущей шоу «Новая Фабрика звёзд» на телеканале «ТНТ».
В марте 2024 года, по сообщениям российских СМИ, Тодоренко получила российское гражданство.

## Скандалы

### Высказывание о домашнем насилии
23 апреля 2020 года Тодоренко вместе с мужем Владом Топаловым в онлайн-интервью основательнице PeopleTalk Лауре Джугелии высказалась на тему домашнего насилия, предложив женщинам задуматься, почему их бьют мужья, и заявив, что нужно быть «психологически больным человеком», чтобы публично заговорить о том, что «мой муж меня бьёт». Слова Тодоренко вызвали возмущённые комментарии со стороны пользователей соцсетей, блогеров и публичных деятелей (Екатерина Фёдорова, Адис Маммо). С критикой позиции телеведущей выступили ряд звёзд российского шоу-бизнеса, среди которых были Анна Седокова, Рита Дакота, Юлия Паршута, Агата Муцениеце, Айза Анохина и другие, многие из которых начали рассказывать о своём опыте нахождения в абьюзивных отношениях. Тодоренко принесла извинения в своём Инстаграме, заявив, что она против домашнего насилия, и попросив прощения за «некорректные формулировки». Продолжавшаяся негативная реакция вынудила телеведущую принести новое, более развёрнутое извинение в Instagram, в котором Тодоренко подчеркнула, что не считает, что можно «заслужить насилие», а также отметив, что она «благодарна своему глупому языку за то, что стала триггером, который помог десяткам тысяч женщин высказаться».
Российская версия журнала Glamour лишила Тодоренко титула «Женщина года», которым удостоило её в 2019 году, пояснив в Instagram, что издание «категорически не поддерживает позицию Регины». Компания PepsiCo приостановила рекламную кампанию сока J7 с участием Тодоренко. Торговая марка Pampers также прекратила сотрудничество с телеведущей, объявив, что часть средств, предназначавшихся на рекламную кампанию с её участием, будет передана «на поддержку семей, попавших в трудную ситуацию».
После нескольких дней обсуждения скандала в интернете ряд публичных персон вступились за Тодоренко, при этом подчеркнув, что они негативно относятся непосредственно к её высказываниям. Так, Ксения Собчак, Сати Казанова, Тина Канделаки, Настасья Самбурская и Яна Рудковская призвали СМИ и пользователей соцсетей прекратить «травлю» телеведущей. 3 мая 2020 года Тодоренко на своём YouTube-канале выпустила документальный фильм «А что я сделала, чтобы помочь?», посвящённый проблеме домашнего насилия в российских семьях, в котором она поговорила с его жертвами, психологами, адвокатами, активистками за права женщин и представителями благотворительных организаций.

Возможно, в один день стоило потерять титулы, контракты, доверие зрителей, чтобы услышать сотни тысяч голосов, нуждающихся в помощи. Если вы посмотрите этот фильм, значит всё было не зря.
— Из Instagram Регины Тодоренко
Через несколько часов после публикации видео набрало более миллиона просмотров. После скандала Тодоренко и Топалов пожертвовали центру пострадавших от насилия «Насилию.нет» два миллиона рублей. Статуэтку «Женщина года» от журнала Glamour Тодоренко отдала Маргарите Грачёвой, которой бывший муж отрубил кисти рук.
Скандал вышел далеко за пределы обсуждения в светских и феминистских медиа, подняв тему домашнего насилия и травли как в эфирах федеральных телеканалов, так и вызвав комментарии оппозиционных политиков вроде Алексея Навального и Любови Соболь. Ситуация привлекла внимание крупных иностранных СМИ, среди которых были BBC, DW, Радио Свобода, Рейтер, Der Spiegel, NPO, The Daily Beast, The Japan Times и другие. Популярные российские публицисты, такие как Олег Кашин, Юлия Латынина и другие рассуждали о состоянии современного российского общества и поведении вестернизированной либеральной интеллигенции на примере скандала с Тодоренко.

### «Марафон по исполнению желаний»
В 2021 году запустила свои платные курсы по исполнению желаний, после чего певицу стали обвинять в инфоцыганстве.

### Литературный скандал
В 2022 году телеведущая снова оказалась в центре скандала. Молодая писательница Дарина Мишина из Санкт-Петербурга рассказала, что в течение двух лет работала для Тодоренко над детской книгой о путешествиях маленькой Регины-путешественницы, но оплату не получила — телеведущая поблагодарила за работу и продолжила проект с другой командой. Мишина рассказала о случившемся СМИ, выложив книгу «Регина-путешественница в Африке» на площадке «Литрес» в формате аудиокниги, а пиар-менеджер Тодоренко заявила о намерении подать в суд. Однако судья в ноябре 2022 года отказал знаменитости в удовлетворении иска, потребовавшей за клевету с Мишиной восемь миллионов рублей. Весной 2023 года Регина Тодоренко всё-таки выпустила книгу «Регина-путешественница спасает Австралию», на обложке автором находится только она.

## Личная жизнь
25 июля 2018 года объявила о своей помолвке с певцом Владом Топаловым. 25 октября 2018 года пара официально оформила свои отношения. 5 декабря 2018 года у супругов родился сын Михаил, которого они часто называют Майклом.
3 июля 2019 года у Тодоренко и Топалова прошла свадебная церемония в Сорренто, Италия.
В марте 2022 года Тодоренко объявила о второй беременности. 15 июля у пары родился второй сын Мирослав.

## Награды и номинации

### Награды
| Год  | Премия                                              | Категория                                                     | Результат |
| ---- | --------------------------------------------------- | ------------------------------------------------------------- | --------- |
| 2015 | Премия «M1 Music Awards»                            | Прорыв года                                                   | Номинация |
| 2015 | Премия «INSTA AWARDS 2015»                          | INSTA Путешественник года                                     | Победа    |
| 2016 | Национальная музыкальная премия Украины «YUNA-2016» | Открытие года                                                 | Номинация |
| 2016 | Премия «Cosmopolitan Awards 2016»                   | Лучшая телеведущая                                            | Номинация |
| 2016 | Национальный реестр рекордов Украины                | Первое беспрерывное кругосветное путешествие съёмочной группы | Победа    |
| 2016 | Премия «Женщина года» Glamour                       | Телезвезда года                                               | Номинация |
| 2017 | Премия Viva! Самые красивые                         | Самая красивая женщина Украины                                | Номинация |
| 2017 | Премия «Женщина года» Glamour                       | Телезвезда года                                               | Победа    |
| 2017 | Премия ОК! Awards «Больше, чем звёзды»              | Улыбка года R.O.C.S.                                          | Победа    |
| 2017 | Премия Viva! Страна здоровых улыбок                 | Улыбка года                                                   | Победа    |
| 2018 | Премия Viva! Самые красивые                         | Самая красивая женщина Украины                                | Номинация |
| 2018 | Премия Glamour Influencers Awards                   | GLAM_ЗВЕЗДАОNLINE                                             | Победа    |
| 2018 | Премия Topical Style Awards                         | Самая стильная телеведущая                                    | Победа    |
| 2018 | Премия Блогосфера 2018                              | Сияй!                                                         | Победа    |
| 2018 | Премия Fashion People Awards                        | Fashion ведущая года                                          | Победа    |
| 2018 | Премия «Женщина года» Glamour                       | Пара года (с Владом Топаловым)                                | Победа    |
| 2019 | Премия «ТЭФИ»                                       | Лучшая ведущая утренней программы                             | Победа    |
| 2019 | Премия «Женщина года» Glamour                       | Женщина года (лишена в 2020 году)                             | Победа    |
| 2019 | Премия ОК! Awards «Больше чем звезды»               | Герой из сети                                                 | Победа    |
| 2019 | Премия в области веб-индустрии                      | Интервьюер года                                               | Номинация |
| 2020 | Золотая кнопка YouTube                              | Для YouTube каналов, достигших 1 000 000 подписчиков          | Победа    |
| 2020 | Премия ОК! Awards «Больше, чем звёзды»              | Герой пятилетия                                               | Победа    |

### Рейтинги
| Дата | Название | Место    |
| ---- | --- | -------- |
| 2016 | Рейтинг «MAXIM»: 100 сексуальных женщин России 2016                                                                   | 12 место |
| 2017 | Рейтинг «MAXIM»: 100 сексуальных женщин России 2017                                                                   | 3 место  |
| 2019 | Рейтинг «Forbes. Россия» самых зарабатывающих в Instagram блогеров                                                    | 2 место  |
| 2019 | Рейтинг «Коммерсантъ» блогеров Instagram по уровню вовлечённости аудитории                                            | 9 место  |
| 2020 | «Рейтинг доверия „Ромир“ — весна 2020» (рейтинг доверия Ромир россиян публичным персонам)                             | 74 место |
| 2020 | Рейтинг «Forbes. Россия» самых зарабатывающих в Instagram блогеров                                                    | 8 место  |
| 2020 | «Рейтинг доверия „Ромир“ — осень 2020» (рейтинг доверия Ромир россиян публичным персонам)                             | 83 место |
| 2022 | Рейтинг исследовательского холдинга Ромир — ежеквартальный рейтинг доверия Romir Influence Ranking (январь 2022 года) | 10 место |

## Рекламные контракты
Регина Тодоренко активно сотрудничает с рекламодателями на своей странице в Instagram, в основном производителями косметических, детских товаров и одежды. В 2019 году российская версия журнала «Forbes» поставила её на второе место по доходам в Instagram среди российских звёзд с доходом в 0,86 млн долларов в период с 1 июня 2018 года по 31 мая 2019 года и 7 миллионами подписчиков. Сама ведущая информацию о размерах своих заработков не подтвердила.
По данным рекламного агентства «SALO», опубликованным в «Коммерсантъ», по итогам 2019 года выручка Регины Тодоренко от своего YouTube-канала составила 26 млн рублей (при суммарной стоимости производства всех роликов канала — 5,2 млн рублей). Это второе место в рейтинге российских ютуберов, работающих в жанре интервью, после Юрия Дудя.
Тодоренко — digital-амбассадор L’Oréal Paris Russia. Телеведущая представляла бренд на Каннском кинофестивале в 2017 и 2018 годах.
С сентября 2018 года Регина Тодоренко является амбассадором итальянского бренда Calzedonia в России.
В сентябре 2019 года Тодоренко становится амбассадором в России австралийского бренда Aussie.
В апреле 2020 года после слов Регины Тодоренко в эфире Instagram «Твой муж тебя бьёт, а почему, ты не задумывалась? А что ты сделала для того, чтобы он тебя не бил?», расценённых как поощрение домашнего насилия, с ней разорвали рекламные контракты такие компании как PepsiCo и P&G. В частности, бренд соков J-7 (принадлежит PepsiCo) снял с эфира рекламный ролик с её участием. После ухода ряда рекламных партнёров по оценкам российского «Forbes» её доход в Instagram снизился с 0,86 млн долларов до 0,6 млн долларов (за период с 1 мая 2019 по 30 апреля 2020), однако количество подписчиков в социальной сети, напротив, увеличилось с 7 до 8,6 миллионов.

## Дискография

### Студийные альбомы

#### В составе «Real O»
- 2009 — Да, босс
- 2010 — Платье

#### Сольно
- 2016 — Fire

### Синглы
- 2015 — «Heart’s Beating»
- 2015 — «Биение сердца»
- 2015 — «Ты мне нужен»
- 2016 — «Мама»
- 2016 — «Liverpool»
- 2020 — «Часовые пояса» (совместно с Владом Топаловым)
- 2021 — «Ромчик»
- 2022 — «Он за мной»
- 2023 — «Я не верю больше твоим словам» (совместно с Владом Топаловым)

## Видео
| Год                     | Клип                                                       | Режиссёр                | Альбом                    |
| В составе группы Real O | В составе группы Real O                                    | В составе группы Real O | В составе группы Real O   |
| ----------------------- | ---------------------------------------------------------- | ----------------------- | ------------------------- |
| 2008                    | «Синий иней»                                               | неизвестно              | «Платье»                  |
| 2009                    | «Я бы»                                                     | Алан Бадоев             | «Платье»                  |
| 2009                    | «Платье»                                                   | Сергей Солодкий         | «Платье»                  |
| 2010                    | «Я всё ещё люблю тебя»                                     | Фил Ли                  | «Платье»                  |
| 2010                    | «Стихии»                                                   | неизвестно              | без альбома               |
| 2011                    | «Мужчины любят глазами»                                    | Фил Ли                  | без альбома               |
| 2011                    | «Уходи на фиг»                                             | Елена Виноградова       | без альбома               |
| 2012                    | «Я бы (New Version)»                                       | Наталья Могилевская     | без альбома               |
| 2012                    | «Луна (Я в белом платьице)»                                | Олег Борщевский         | без альбома               |
| 2012                    | «Ёлки»                                                     | Олег Борщевский         | без альбома               |
| 2013                    | «Без него»                                                 | Ольга Навроцкая         | без альбома               |
| Сольная карьера         |                                                            |                         |                           |
| 2015                    | «Heart’s Beating / Биение сердца»                          | Олег Богдан             | «Fire»                    |
| 2015                    | «Ты мне нужен»                                             | Радислав Лукин          | «Fire»                    |
| 2016                    | «Liverpool»                                                | Олег Богдан             | «Fire»                    |
| 2016                    | «Fire»                                                     | Елена Чирва             | «Fire»                    |
| 2018                    | «Ад и Рай» (совм. с Антоном Лаврентьевым)                  | неизвестно              | без альбома               |
| 2021                    | «Ромчик»                                                   | Serghey Grey            | «Fire»                    |
| 2023                    | «Я не верю больше твоим словам» (совм. с Владом Топаловым) | Мария Зубарева          | шоу «Конфетка» (выпуск 3) |

## Фильмография
| Год  |    | Название                  | Роль                                                               |
| ---- | -- | ------------------------- | ------------------------------------------------------------------ |
| 2013 | тф | Пленница                  | работница заправки                                                 |
| 2014 | с  | На одном дыхании          | Олеся Светозарова                                                  |
| 2021 | с  | Секреты семейной жизни    | Кира Крауч                                                         |
| 2023 | ф  | Ёлки 10                   | мама Савелия                                                       |
| 2024 | ф  | Небриллиантовая рука      | Анна Сергеевна, соблазнительница / певица в образе Джессики Рэббит |
| 2024 | ф  | Любовь со второго взгляда | «Даша Петрова»                                                     |

### Дубляж
| Год  |    | Название | Роль               |
| ---- | -- | -------- | ------------------ |
| 2021 | мф | Энканто  | Мирабель Мадригаль |